# 虢州
虢州（かくしゅう）は、中国にかつて存在した州。隋代から元代にかけて、現在の河南省三門峡市一帯に設置された。

## 魏晋南北朝時代
西魏の大統年間に設置された東義州を前身とする。

## 隋代
隋初には、東義州は下部に1郡3県を管轄した。582年（開皇2年）に商州邑陽県及び陝州弘農県は東義州に移管された。583年（開皇3年）、東義州は虢州と改称された。隋が郡制を廃すると、虢州の属郡は廃止された。607年（大業3年）に州が廃止されて郡が置かれると、虢州は弘農郡と改称され、下部に5県を管轄した。隋代の行政区分に関しては下表を参照。
| 隋代の行政区画変遷 | 隋代の行政区画変遷   | 隋代の行政区画変遷 | 隋代の行政区画変遷 | 隋代の行政区画変遷 | 隋代の行政区画変遷          |
| 区分               | 開皇元年             | 開皇元年           | 開皇元年           | 区分               | 大業3年                     |
| ------------------ | -------------------- | ------------------ | ------------------ | ------------------ | --------------------------- |
| 州                 | 東義州               | 商州               | 陝州               | 郡                 | 弘農郡                      |
| 郡                 | 義川郡               | 邑陽郡             | 弘農郡             | 県                 | 盧氏県 長淵県 朱陽県 弘農県 |
| 県                 | 盧氏県 長淵県 朱陽県 | 邑陽県             | 弘農県             | 県                 | 盧氏県 長淵県 朱陽県 弘農県 |

617年（義寧元年）、弘農県に鳳林郡が置かれ、盧氏県に虢郡が置かれた。

## 唐代
618年（武徳元年）、唐により虢郡は虢州と改められ、鳳林郡は鼎州と改められた。634年（貞観8年）、鼎州は廃止され、虢州に編入された。742年（天宝元年）、虢州は弘農郡と改称された。758年（乾元元年）、弘農郡は虢州の称にもどされた。虢州は河南道に属し、弘農・閿郷・湖城・玉城・盧氏・朱陽の6県を管轄した。

## 宋代以降
北宋のとき、虢州は永興軍路に属し、虢略・盧氏・朱陽・欒川の4県を管轄した。
1127年（天会5年）、金が虢州を占領した。金の虢州は京兆府路に属し、虢略・盧氏・朱陽の3県と靖遠・玉城・朱陽・社管・欒川の5鎮を管轄した。
1271年（至元8年）、元により虢州は廃止され、虢略県に降格された。